# Conclaaf van 1978 (oktober)

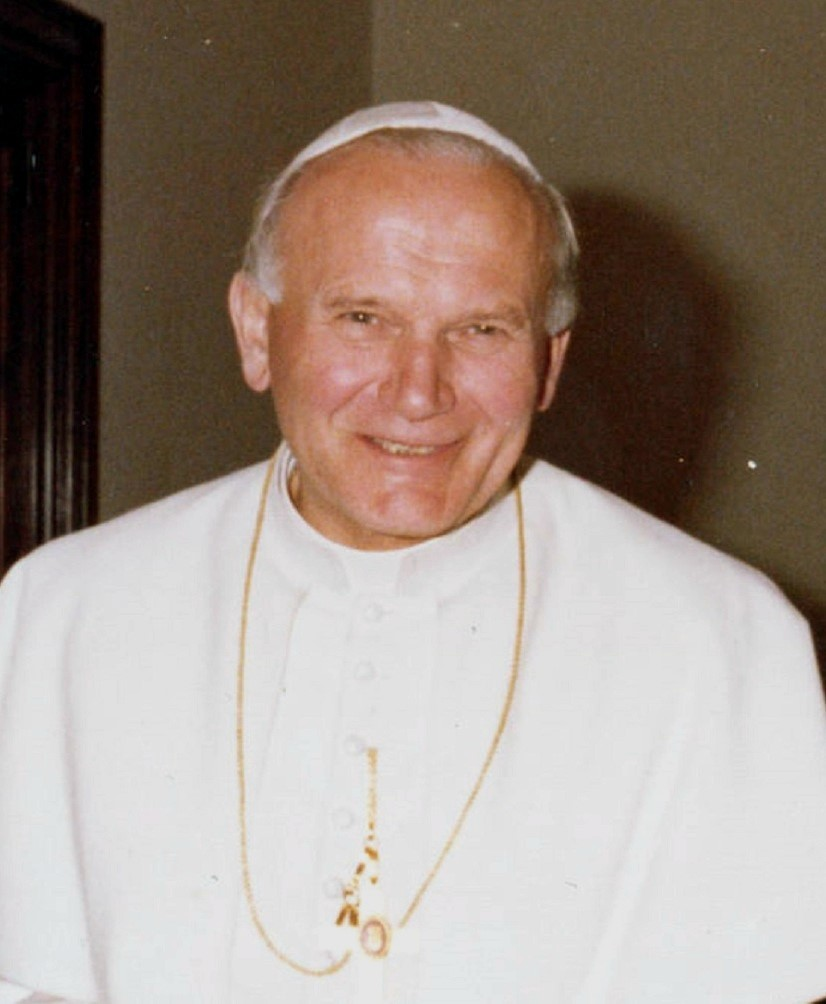
Paus Johannes Paulus II, de nieuwe paus

Het Conclaaf van oktober 1978 volgde op de plotselinge dood van paus Johannes Paulus I, die amper een maand na zijn verkiezing onverwacht overleed. Dit conclaaf volgde dus zes weken na het Conclaaf van augustus 1978.
In de Sixtijnse Kapel kwamen 111 van de 113 kiesgerechtigde kardinalen bijeen. Vooraf werd rekening gehouden met twee grote kanshebbers: Giuseppe kardinaal Siri, de conservatieve aartsbisschop van Genua, die ook al in 1958, 1963 en bij het eerdere conclaaf van 1978 als papabile had gegolden, en de aartsbisschop van Florence: Giovanni kardinaal Benelli, een persoonlijke vriend van Johannes Paulus I, en de grote pausmaker tijdens het conclaaf van augustus.
Voorafgaand aan het conclaaf publiceerde het Spaanse tijdschrift Blanco y Negro een analyse van de verschillende stromingen binnen het College van kardinalen. Het tijdschrift onderscheidde vier stromingen: een groep van gematigde Montinianen, aangevoerd door kardinaal Benelli, die vastbesloten was om het Concilie-gezinde beleid van Paus Paulus VI voort te zetten. Een tweede groep bestond uit hervormingsgezinde Montinianen: zij die het beleid van Paulus VI steunden, maar die aandrongen op nog meer liberalisering binnen de kerk. Tot deze stroming rekende het tijdschrift: Willebrands, Marty en Enrique y Tarancón. De meeste aanhangers van deze stroming waren niet-Italiaanse Europeanen. Daarnaast was er een derde blok: dat van de kardinalen uit de derde wereld, aangevoerd door de aartsbisschop van Ouagadougou: Paul Zoungrana. Ten slotte waren er de conservatieven. een groep bestaand uit 28 kardinalen. In deze groep bevonden zich de meeste Curiekardinalen, een aantal kardinalen uit Zuid-Amerika en de kardinalen uit Oost-Europa, waaronder volgens het tijdschrift Blanco y Negro Wojtyla en de Hongaarse primaat László Lékai golden als papabile.

## Reconstructie van de acht stemrondes
Volgens de reconstructie, gemaakt door Francis A. Burkle-Young, verliepen de stemrondes als volgt:
| Kandidaat            | Stemmen eerste ronde | Stemmen tweede ronde | Stemmen derde ronde | Stemmen vierde ronde | Stemmen vijfde ronde | Stemmen zesde ronde | Stemmen zevende ronde | Stemmen achtste ronde |
| -------------------- | -------------------- | -------------------- | ------------------- | -------------------- | -------------------- | ------------------- | --------------------- | --------------------- |
| Giuseppe Siri        | 23                   | 11                   | 5                   | -                    | -                    | -                   | -                     | -                     |
| Giovanni Benelli     | 22                   | 40                   | 45                  | 65                   | 70                   | 59                  | 38                    | 14                    |
| Corrado Ursi         | 18                   | 18                   | 18                  | -                    | -                    | -                   | -                     | -                     |
| Pericle Felici       | 17                   | 30                   | 27                  | -                    | -                    | -                   | -                     | -                     |
| Salvatore Pappalardo | 15                   | -                    | -                   | -                    | -                    | -                   | -                     | -                     |
| Ugo Poletti          | 4                    | -                    | -                   | -                    | -                    | -                   | -                     | -                     |
| Bernardin Gantin     | 3                    | -                    | -                   | -                    | -                    | -                   | -                     | -                     |
| Johannes Willebrands | 2                    | -                    | -                   | -                    | -                    | -                   | -                     | -                     |
| Basil Hume           | 1                    | -                    | -                   | -                    | -                    | -                   | -                     | -                     |
| Jaime Sin            | 1                    | -                    | -                   | -                    | -                    | -                   | -                     | -                     |
| Karol Wojtyła        | -                    | 9                    | 9                   | 24                   | 40                   | 52                  | 73                    | 97                    |
| Giovanni Colombo     | -                    | -                    | -                   | 14                   | 1                    | -                   | -                     | -                     |
| Anderen              | -                    | -                    | 7                   | 4                    | -                    | -                   | -                     | -                     |
| totaal               | 111                  | 111                  | 111                 | 111                  | 111                  | 111                 | 111                   | 111                   |